# Aderus perakensis
Aderus perakensis es una especie de coleóptero de la familia Aderidae. Fue descrita científicamente por George Charles Champion en 1916. Son conocidos comúnmente como escarabajos de hoja con apariencia de hormiga debido a su forma corporal alargada y estrecha.  

## Distribución geográfica
Habita en Assam (India).